# نويل كيلي (لاعب كرة قدم)
نويل كيلي (بالإنجليزية: Noel Kelly)‏ هو مدرب كرة قدم ولاعب كرة قدم أيرلندي، ولد في 28 ديسمبر 1921، وتوفي في 1991. لعب مع كريستال بالاس ونادي أرسنال ونادي ترانمير روفرز لكرة القدم ونوتينغهام فورست.